# KZ-Außenkommando Brüllstraße

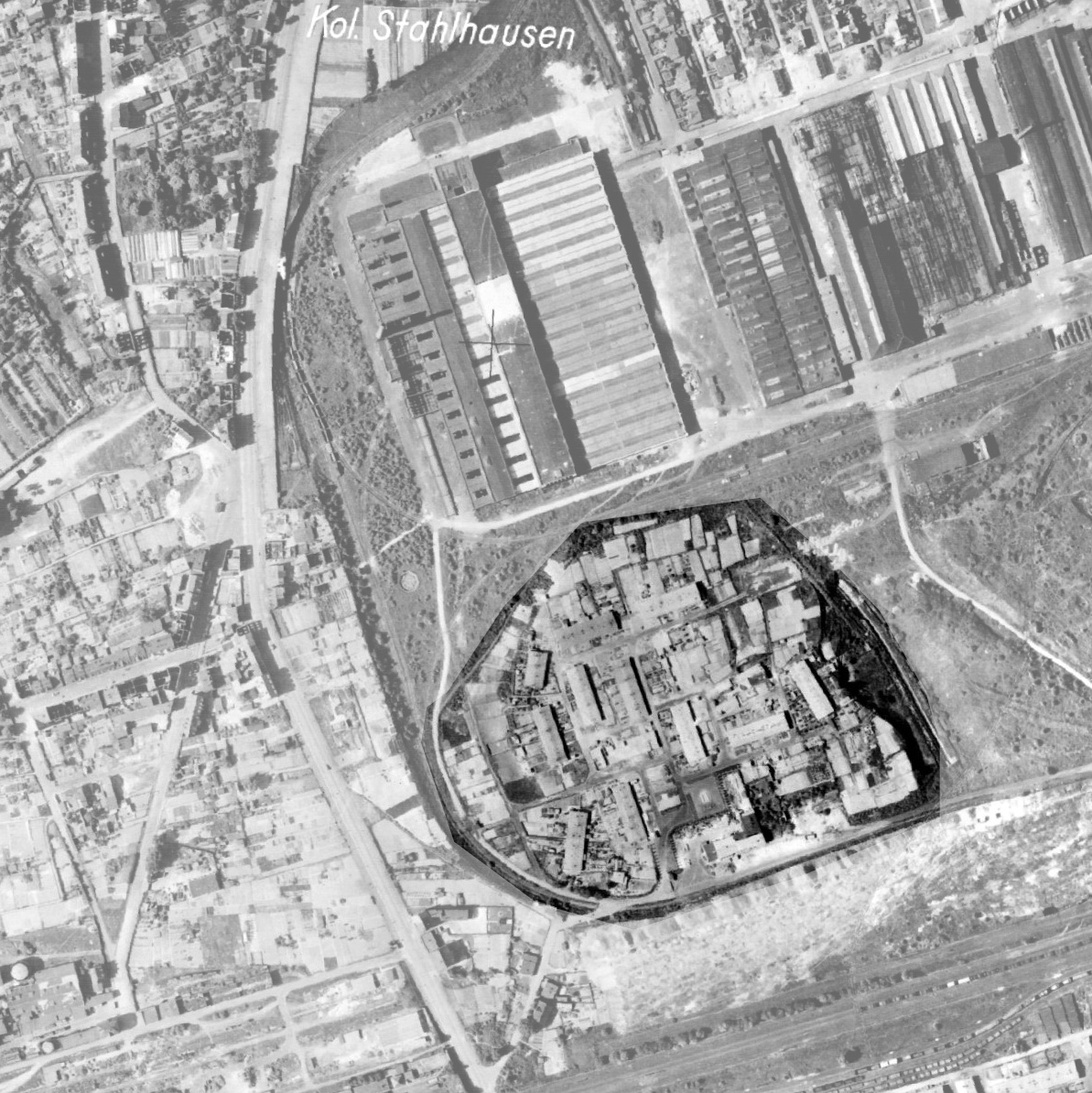
Luftbild der Barackenlager von 1952 (optisch hervorgehoben), damals Notunterkunft

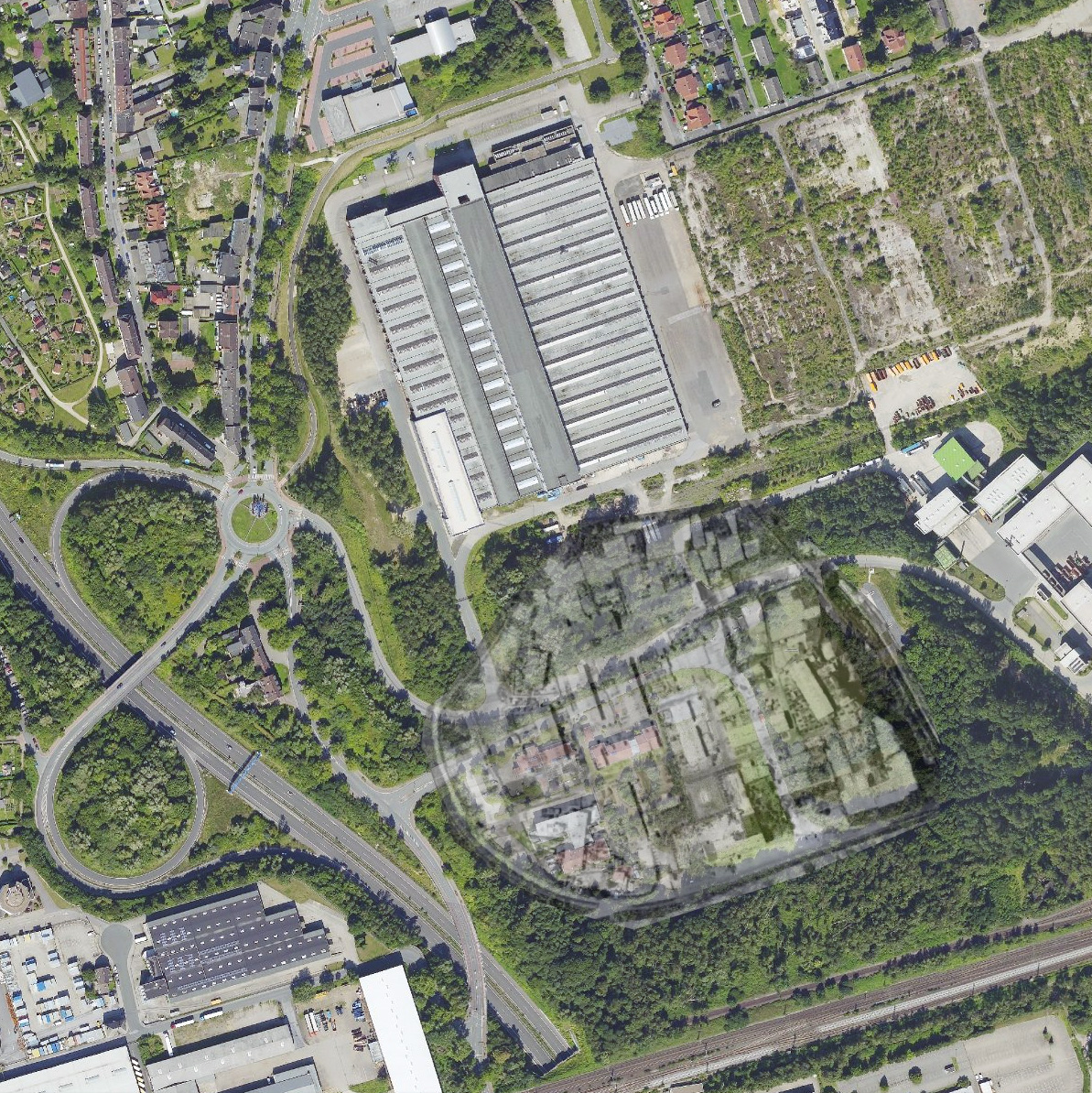
Fotomontage: Ansicht des Geländes von 2015, mit einer Überlagerung des ehemaligen Barackenlagers von 1952

Das Außenkommando Bochum des Konzentrationslagers Buchenwald an der Brüllstraße in Bochum war eines von etwa 136 Außenkommandos des Konzentrationslagers Buchenwald. Es war eines von mehr als 100 Lagern für die Zwangsarbeiter in Bochum und Wattenscheid, die dazu beitragen sollten, die Kriegsproduktion für das nationalsozialistische Deutsche Reich im Zweiten Weltkrieg aufrechtzuerhalten.
Rolf Abrahamsohn, der in verschiedenen Lagern war, erinnerte sich:
„So kamen wir im August 1944 von Buchenwald aus nach Bochum.[…] Dieses Lager in Bochum war eines der schlimmsten KZs, die ich erlebt habe. Es war eine sehr zentralisierte Sache, wir waren immer auf dem Präsentierteller. Von den dortigen Häftlingen sind viele verhungert oder durch Bombensplitter umgekommen.“

## Kriegsproduktion
Aufgrund des ständigen Mangels an Arbeitskräften in der Rüstungsindustrie, der weder durch den Arbeitseinsatz von Frauen noch die Ausbeutung von zivilen ausländischen Zwangsarbeiterinnen, Zwangsarbeitern und Kriegsgefangenen aufgefangen werden konnte, wurde als allerletztes Mittel der Einsatz von KZ-Häftlingen freigegeben. Ihr Einsatz musste beim Wirtschafts- und Verwaltungshauptamt der SS in Oranienburg von den Firmen selbst beantragt werden.
Das Kommando Bochum sollte die Rüstungsproduktion im Bochumer Verein (B.V.) unterstützen. Es befand sich an der damaligen Brüllstraße, heute im Bereich der Straße Am Umweltpark und bestand von Mitte 1944 bis März 1945. Der Standort wurde von SS-Offizieren und dem für Zwangsarbeit verantwortlichen Direktor Dr. Schitz und anderen Führungskräften bestimmt und lag in der Nähe der Geschossfabrik. Dort bestand schon ein Zwangsarbeiterlager, das Lager Hüttenstraße. Der Bochumer Verein wurde angewiesen, einen Umbau für die erforderlichen „Sicherungsmaßnahmen“ durchzuführen.
Das Lager sollte als Außenlager des KZ Buchenwald betrieben werden. Es war nicht das Einzige seiner Art vor Ort. Ein anderes Außenkommando des KZ Buchenwald war das KZ-Außenkommando Eisen- und Hüttenwerke AG in Bochum.
Es handelt sich um ca. 20 große Ziegelsteinbaracken mit flach geneigten Satteldächern, mit Teerpappe gedeckt. Auf zeitgenössischen Fotos aus den 1950er kann man das Ziegelmauerwerk erkennen. Es handelt sich dabei um ein bemerkenswertes bauliches Zeugnis. Die Ausführung der Wohnbaracken in Ziegelstein, die sich – den überlieferten wenigen Fotos und Plänen zufolge – auch in anderen Bochumer Lagern wie dem Zwangsarbeiterlager Hüttenstraße oder dem als Baudenkmal erhaltenen Zwangsarbeiterlager Bergener Straße. Früher ging man davon aus, dass im Deutschen Reich hauptsächlich Holzbaracken verwendet wurden.
Das Lager wurde seit dem 26. Juni 1944 geführt. Am 27. Juni 1944 erreichte ein Sammeltransport mit 446 Häftlingen, überwiegend ungarische Juden, aus Auschwitz den Ort. Diese wurden unter schwersten Bedingungen für den Umbau des Lagers eingesetzt. Das Lager war mit Wachtürmen und einer elektrischen Hochspannungsleitung umschlossen, die die nahe gelegene Geschossfabrik des Bochumer Vereins ebenfalls einschloss. Nach dem Ausbau umfasste das Lager etwa 17 Baracken. Danach wurde das Lager weiter belegt. Im August 1944 kamen 400 bis 500 Häftlinge aus dem KZ Buchenwald, und im Oktober/November 1944 270 Häftlinge aus Auschwitz und 500 Häftlinge aus dem KZ Neuengamme.
Im September 1944 begann der Häftlingseinsatz in der Geschossfabrik des B.V. zur Herstellung von Munition. Die Männer mussten ohne Schutzkleidung schwere Arbeiten an gefährlichen Maschinen verrichten. Es waren Arbeitsunfälle und schwere Verletzungen an der Tagesordnung. Die Gefangenen arbeiteten in zwei Schichten à zwölf Stunden. Mit 1.704 Häftlingen im November 1944 erreichte das Lager seine höchste Belegungsstärke. Im Dezember 1944 arbeiteten über 1.600 registrierte Häftlinge bei Bau- und Erdarbeiten sowie in der Geschossproduktion. Die Häftlinge kamen zu einem großen Teil aus Ungarn, aber es waren auch Tschechen, Russen und Polen unter ihnen, die meisten waren Juden.
Als Bewachung diente eine SS-Wachmannschaft, welche vom Buchenwald nach Bochum abkommandiert wurden. Der Kommandant des Lagers, Obersturmführer der Waffen-SS Hermann Großmann war bei den Häftlingen sehr gefürchtet, er ging auch persönlich gegen die Häftlinge vor, wenn er mit seinem bissigen Schäferhund im Lager unterwegs war.

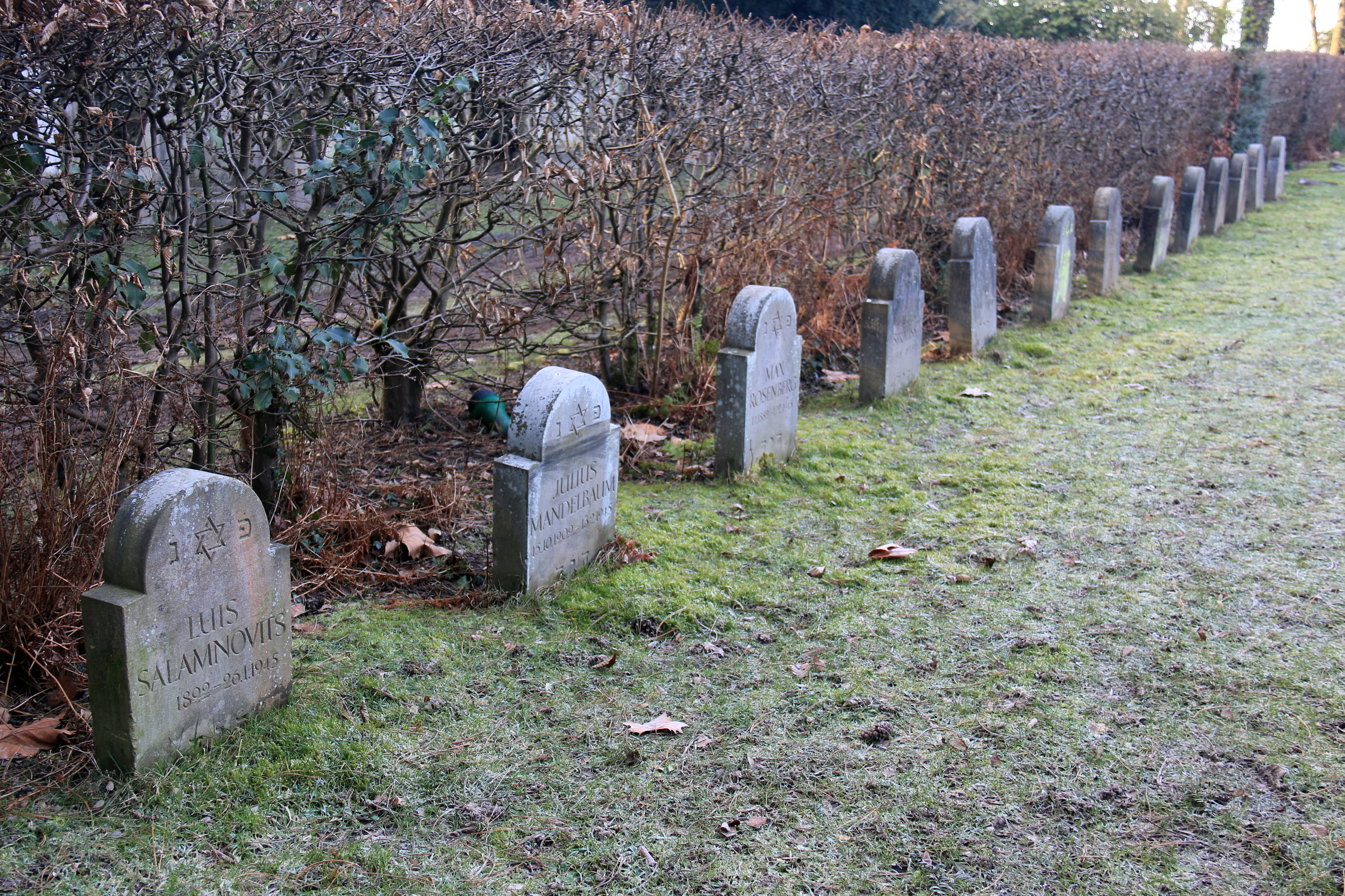
Grabsteine von einigen jüdischen Häftlingen

Die Anzahl der Toten unter den Häftlingen kann man nicht beziffern. Offiziell wurden 108 Fälle dokumentiert, die alle eine verschleiernde Todesursache angaben; die Dunkelziffer ist vermutlich deutlich höher. Nicht mehr „einsatzfähige“ Häftlinge wurden zur Ermordung in das KZ Buchenwald zurückgeschickt, so 198 Häftlinge im Januar 1945. Einige wenige der Opfer in Bochum wurden nicht im Krematorium verbrannt, sondern auf dem Jüdischen Friedhof in Bochum-Wiemelhausen beigesetzt. Hier sind noch Grabsteine erhalten.
Am 14. März 1945 gelang dem jüdischen Häftling Lewis „Lutz“ Schloss zusammen mit seinem Vater Max mit Hilfe des deutschen Vorarbeiters Heinrich Hoppe die Flucht aus dem Lager an der Brüllstrasse.
Im März 1945 zeichnete sich die Eroberung des Ruhrgebiets ab. Daher wurden die Häftlinge der beiden KZ-Außenlager, Brüllstraße und der Eisen- und Hüttenwerke AG „wegen Feindnähe geräumt“, die erfolgte vermutlich am 18. März 1945. Die Ankunft der überfüllten Eisenbahn-Wagons, in denen es kein Proviant gab, wurden am 21. März im KZ Buchenwald registriert. Aus den Lagern kamen noch ca. 1.950 Männer lebend an. Einige erlebten die Befreiung Buchenwalds am 11. April 1945 durch amerikanische Truppen noch.

## Nachkriegszeit
Das Lager hat den Krieg kaum beschädigt überstanden. Nach dem Krieg wurden viele Gebäude von Zwangsarbeiterlagern wegen des großen Wohnraummangels nahtlos weiter genutzt als Unterkunft für Flüchtlinge oder neu angeworbene Bergleute umgebaut. Im Lager an der Brüllstraße waren 1950 etwa 150 meldepflichtige Personen unter der Adresse Brüllstraße 12a-o aufgeführt, als Besitzer ist der Bochumer Verein eingetragen. Viele hatten Berufe aus Berufssparten, die in den Stahlwerken nötig waren.
Das Lager lag in direkter Nachbarschaft von Wohnhäusern an der Kohlenstraße. Es lässt sich heute noch einen nachvollziehbaren räumlichen Bezug herstellen, dass man die Vorkommnisse in dem Lager wenigstens zum Teil mitbekam. Es trägt zur Veranschaulichung der Erkenntnis bei, dass die Lage der Zwangsarbeiter für die deutschen Bürger unübersehbar gewesen sein muss.
Mitte der 1960er wurde das Lager bis auf ein Gebäude abgerissen. Heute ist die Fläche zum großen Teil von dem Gewerbegebiet Am Umweltpark überbaut bzw. unter Brachen verschwunden.

## Aufarbeitung
Gegen den Lagerleiter Hermann Grossmann wurde im Buchenwald-Hauptprozess verhandelt. Er wurde zum Tode verurteilt und 1948 hingerichtet. Der SS-Angehörige Max Paul Emil Vogel erhielt vier Jahre Haftstrafe. Der Funktionshäftling Paul Müller wurde zu 15 Jahren Haftstrafe verurteilt.
Über die Errichtung eines Gedenksteins kam es 1945 zum Streit über die Mitverantwortung des Bochumer Vereins.
Eine Aufstellung über Kontoguthaben der Häftlinge im Männer-Außenkommando Bochum des KL Buchenwald innerhalb des Zeitraumes vom 6. November 1944 bis 19. März 1945 befindet sich als Dokument im Bestand des United States Holocaust Memorial Museum.

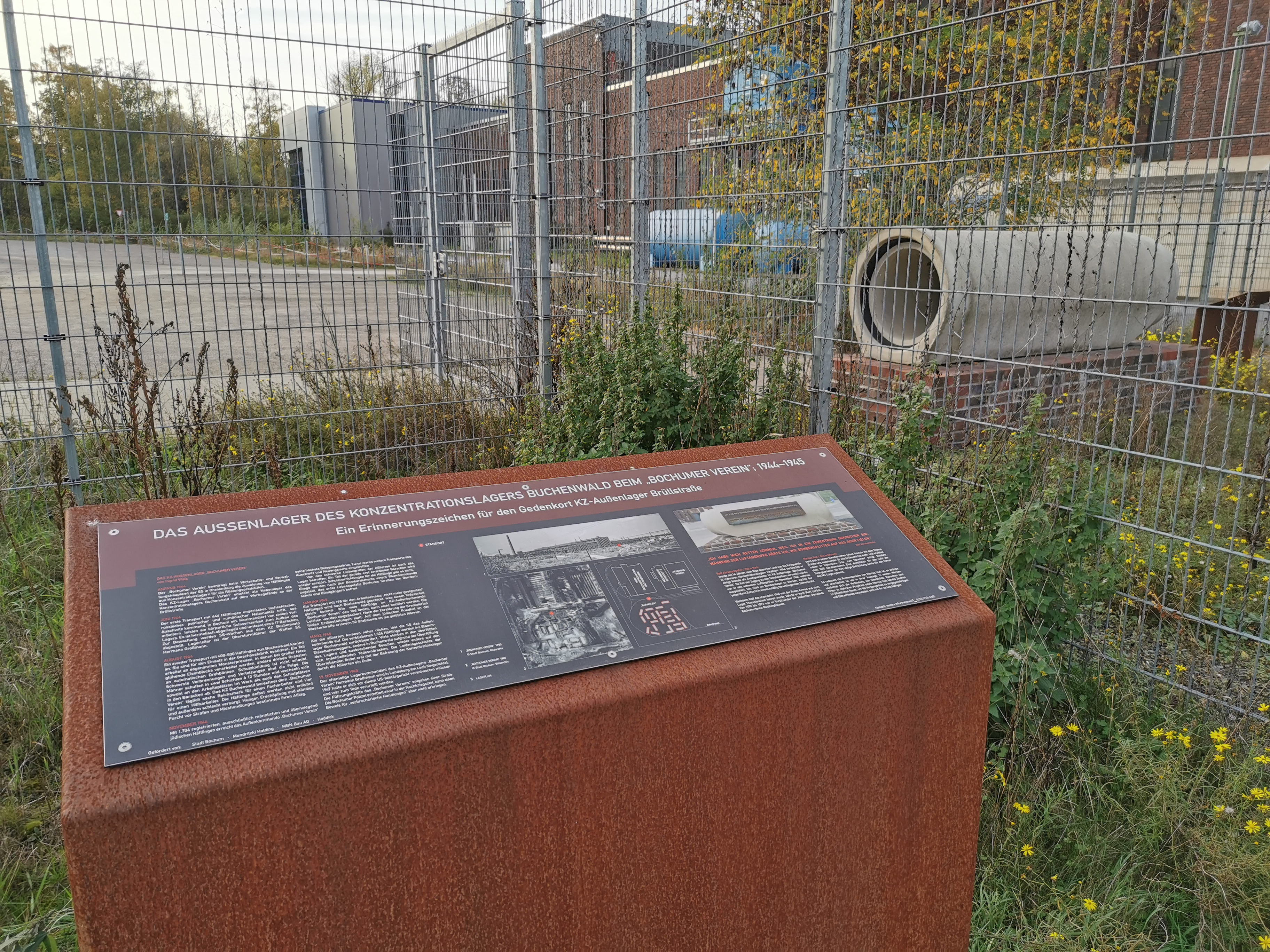
Mahnmal an ehemaligen Lagerstandort

Als Zeitzeuge berichtete Rolf Abrahamsohn in Schulen und anderen Bildungseinrichtungen im Ruhrgebiet über seine Lagererfahrungen, unter anderem in Bochum, und das jüdische Leben im Allgemeinen. Seine Erlebnisse veranlassten Schüler der Hauptschule Wattenscheid-Mitte, mit ihm vor Ort ein Video über seine Ereignisse zu drehen. Er war ebenfalls am 8. Mai 2019 bei der Einweihung eines Mahnmals am ehemaligen Lagerstandort zugegen. Die gestaltete Betonröhre erinnert an die Bombennächte, denen die Häftlinge schutzlos ausgeliefert waren. Abrahamson überlebte nur, weil er sich in ein Zementrohr verkriechen konnte. Der Standpunkt des Denkmals wäre früher an der nördlichen Umzäunung des Geländes gewesen, auf dem Weg zu den Hallen des Bochumer Vereins.
Bereits am 14. September 2018 wurde an der Kohlenstraße von dem Künstler Gunter Demnig eine Stolperschwelle für die KZ-Häftlinge verlegt. Dies geschah auf Anregung der „Vereinigung der Verfolgten des Naziregimes – Bund der Antifaschistinnen und Antifaschisten Bochum“, welche auch die Patenschaft übernommen hat.

## Dokumentation
- Schüler der Hauptschule Wattenscheid Mitte: „… in Bochum war es fast am schlimmsten!„““ Bochumer Schüler auf den Spuren des ehemaligen jüdischen Zwangsarbeiters Rolf Abrahamsohn. Länge 35 min, [VHS]. Hrsg.: Hauptschule Wattenscheid Mitte / Stadtarchiv Bochum. Bochum 2002.

## Fiktionale Literatur
- Die Krimis der Autorin Sabine Hoffmann spielen im Nachkriegs-Bochum. In dem zweiten Buch „Totenwinter“ spielt die Verstrickung eines SS-Manns in den Betrieb des KZ-Außenlagers Brüllstraße eine Rolle.[20]